# Piros tinóru
A piros tinóru (Hortiboletus rubellus) a tinórufélék családjába tartozó, Európában és Észak-Amerikában elterjedt, lomberdőkben élő, ehető gombafaj. 

## Megjelenése
A piros tinóru kalapja 2,5-5 (9) cm széles, alakja egészen fiatalon félgömbszerű, majd domborúvá válik, idősen közel laposan kiterül. Széle eleinte begöngyölt, majd szabálytalan. Felszíne száraz, eleinte finoman nemezes, később csupasz, idősen kissé repedezhet. Színe élénkpiros, szélén kb. 1 mm-ig sárga, idősen rózsaszínesen vagy olívásan kifakulhat. Esetenként barnás vagy olív árnyalatú.
Húsa vékony, puha, színe fehéres, sérülésre lassan kissé kékessé válik. A tönk tövében lehet pirosas. Íze édeskés, szaga nem jellegzetes. 
Vastag, felkanyarodó termőrétege csöves. Pórusai szögletesek, viszonylag tágak (1-3/mm), 7 mm mélyek. Színe fiatalon sárga, idősen tompa olívsárgás, nyomásra, sérülésre lassan kékeszölddé válik.
Tönkje 5-8 cm magas és 0,5-1 cm vastag. Alakja hengeres, töve felé vékonyodó, görbülhet. Felszíne szálas. Színe felül sárga, lefelé vöröses vagy rózsás, vörösen pontozott, hálózatos mintázat nincs. A tövéhez csatlakozó micélium pasztellsárga, leszedve elefántcsontszínűre fakul. 
Spórapora olívbarna. Spórája ellipszis vagy majdnem orsó alakú, sima, mérete 10-13 x 4-5 µm.  

### Hasonló fajok
Idős, kifakult példányai hasonlítanak az útszéli tinóruhoz vagy az arany tinóruhoz.   

## Elterjedése és termőhelye
Európában és Észak-Amerikában honos. 
meleg, füves lomberdőkben, erdőszéleken él, különböző lombos fákkal (tölgy, bükk, hárs) alkot gyökérkapcsoltságot. Kora nyártól kora őszig terem.  

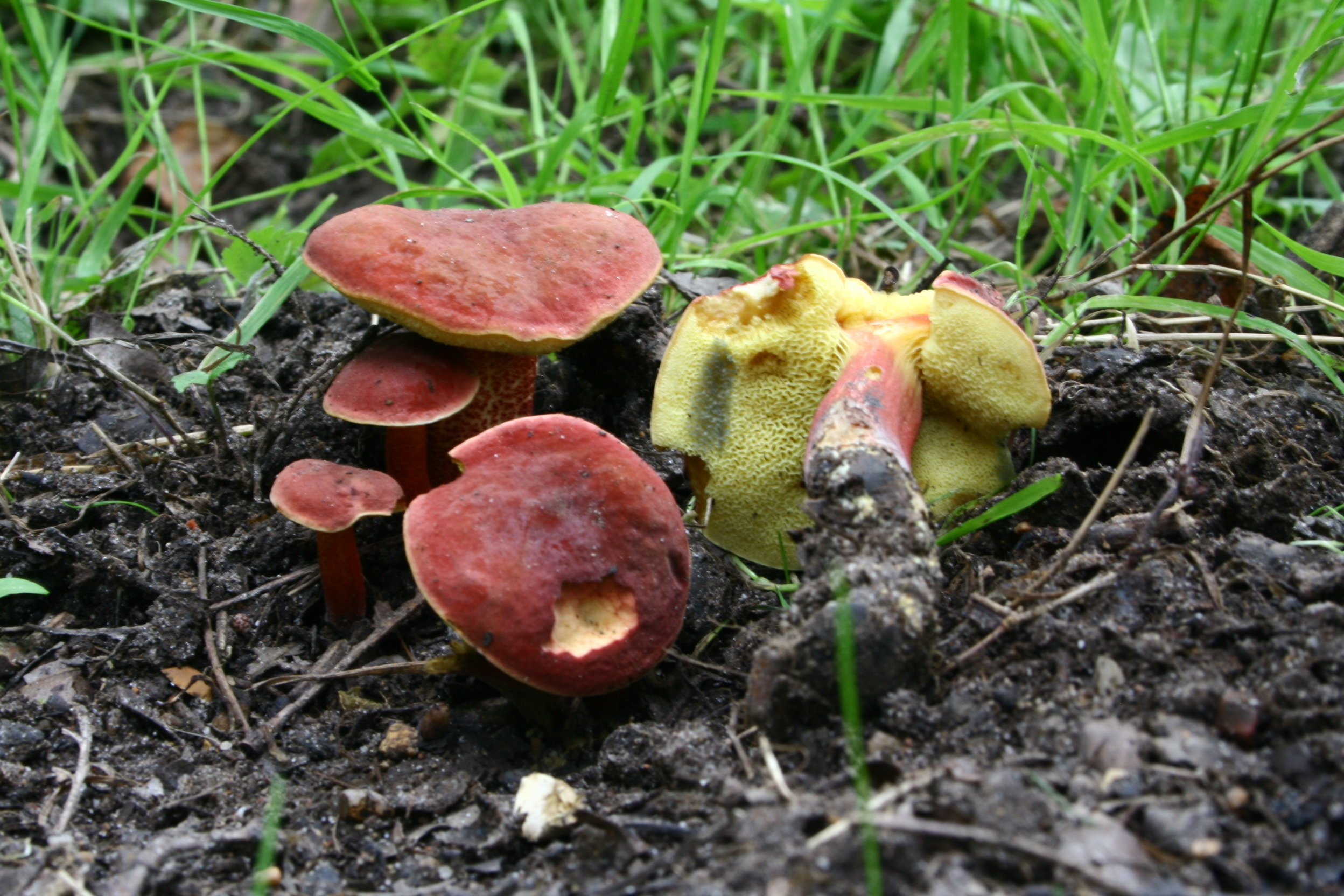
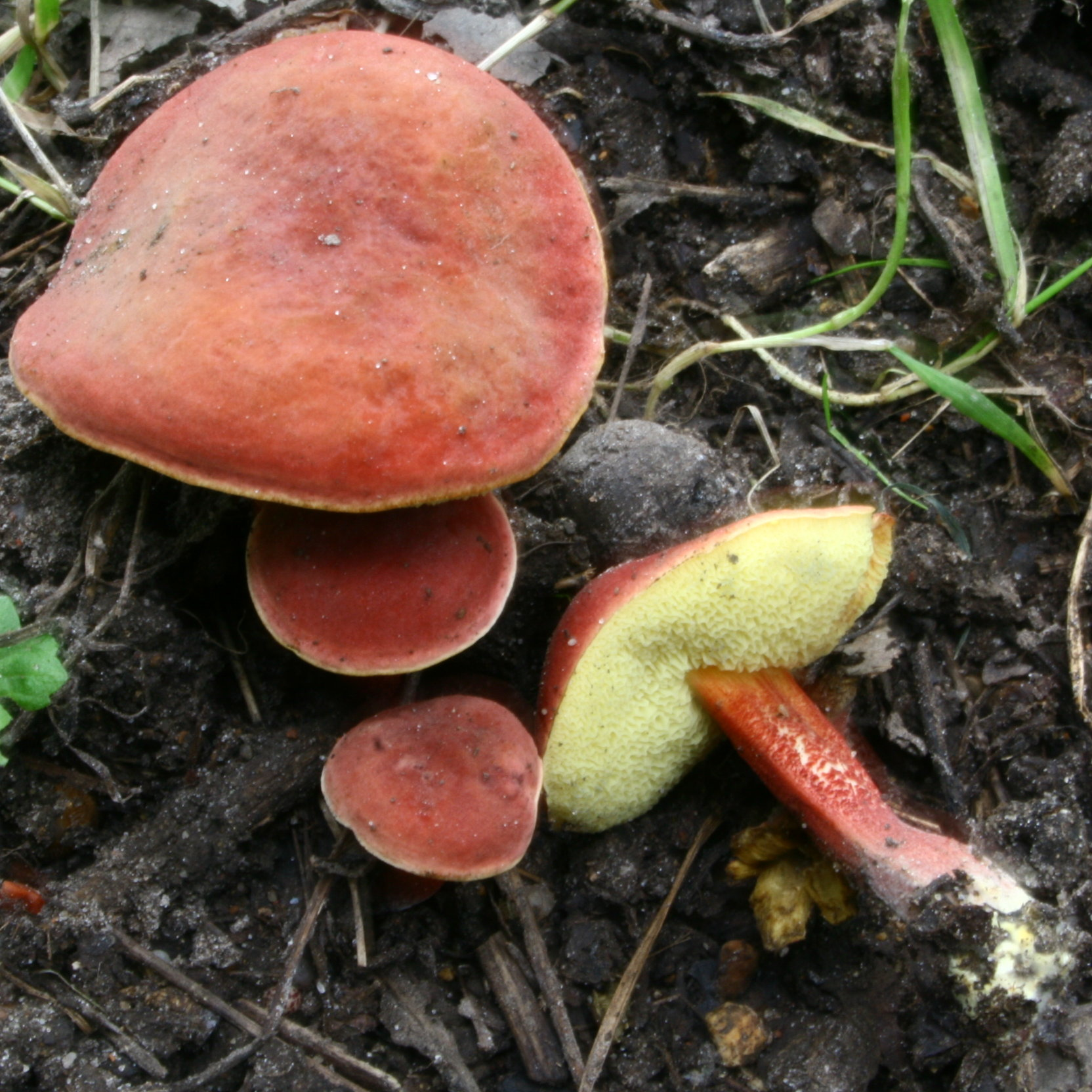
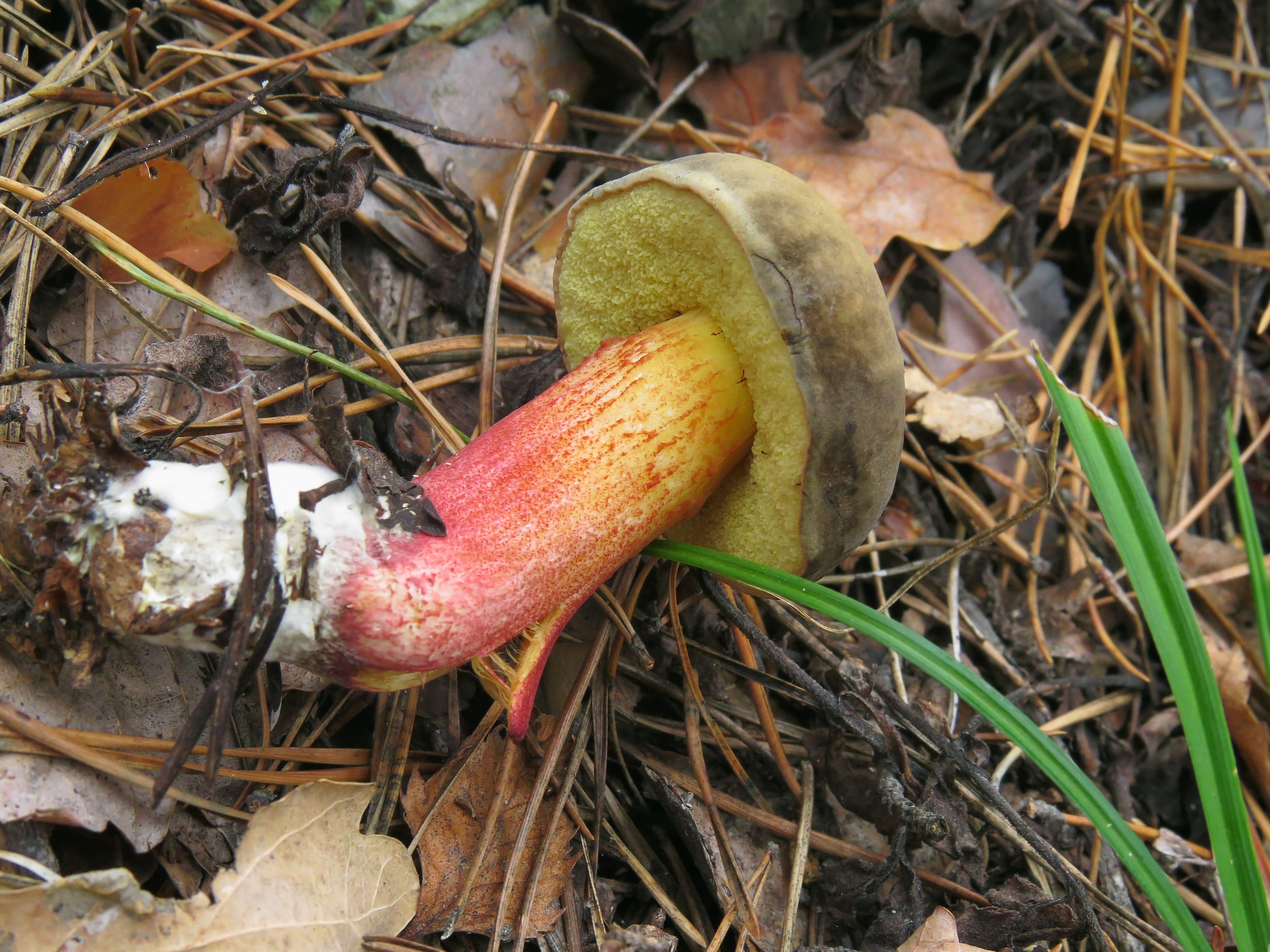
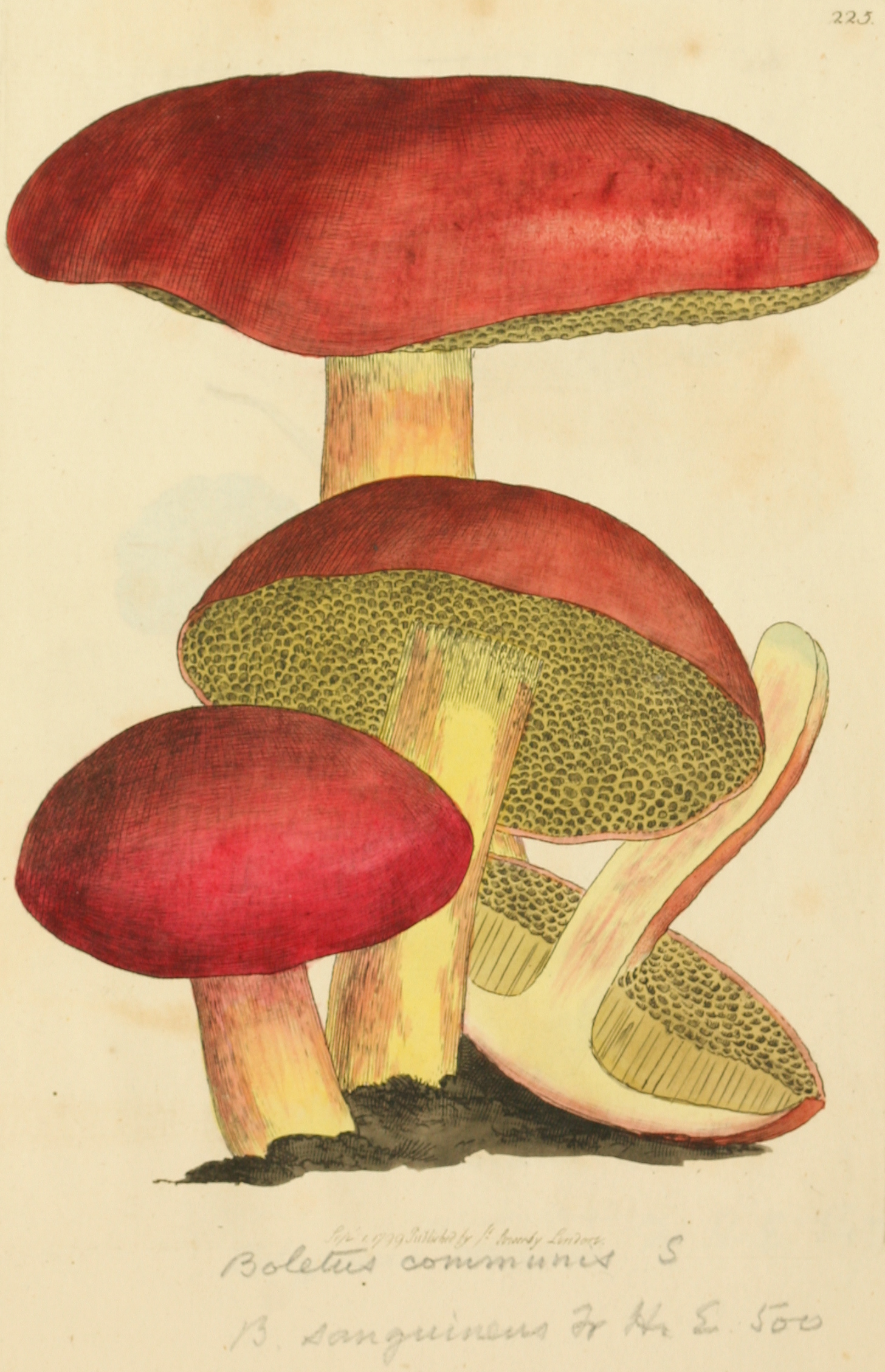
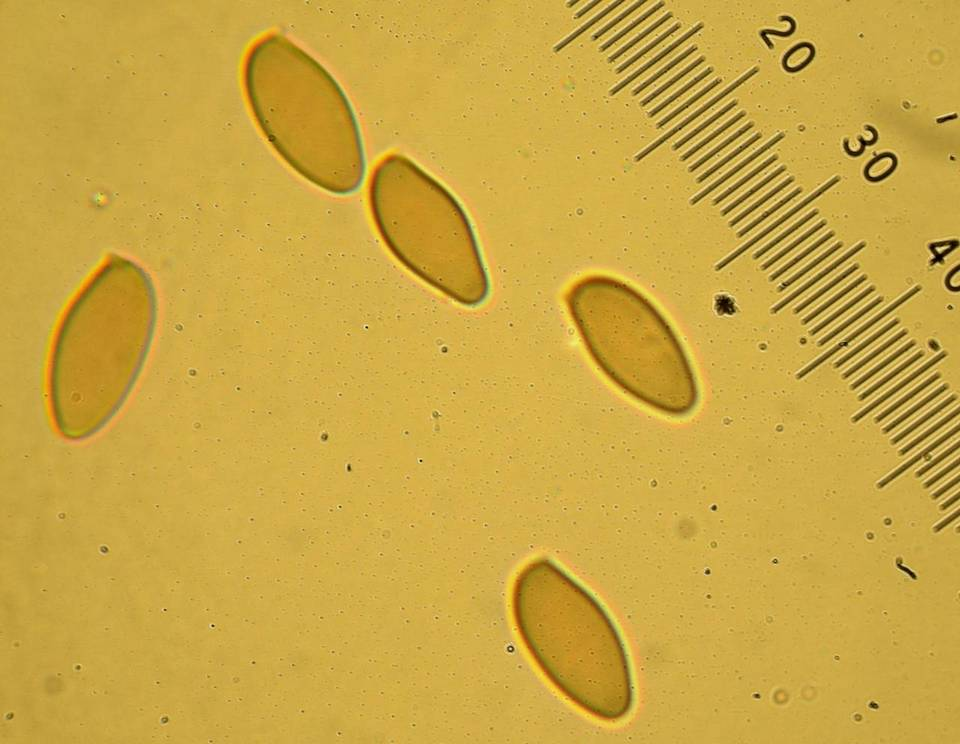

Ehető.  